# باشگاه فوتبال پرسپولیس در فصل ۸۶–۱۳۸۵
فصل ۸۶–۱۳۸۵، ششمین حضور باشگاه پرسپولیس در لیگ برتر ایران است. این تیم در این فصل در لیگ برتر فوتبال ایران ۸۶–۱۳۸۵، جام حذفی فوتبال ایران ۸۶–۱۳۸۵ شرکت کرد.

## باشگاه

### کادر فنی باشگاه
| سمت              | اسم            | ملیت          |
| ---------------- | -------------- | ------------- |
| سرمربی           | مصطفی دنیزلی   | ترکیه         |
| دستیار اول       | حمیدرضا استیلی | ایران         |
| آنالیزور و مترجم | ناصر صادقی     | ایران · ترکیه |
| مربی دروازه‌بانان | علی نورالدین   | ترکیه         |
| دکتر             | فرید زرینه     | ایران         |
| ماساژور          | مرتضی محسنی    | ایران         |

### مقامات باشگاه
| سمت       | اسم                                          |
| --------- | -------------------------------------------- |
| مدیر عامل | محمدحسن انصاری‌فرد                            |
| زمین بازی | ورزشگاه آزادی (تهران) (۱۰۰,۰۰۰ / متر۱۰۰ ×۶۰) |

## بازیکنان
۲- مسعود زارعی (مدافع) (۲۶)
۳- ابوالفضل حاجی‌زاده (مدافع) (۲۵)
۴- طارق جبان (مدافع) (۳۲)
۵- روبرت ساها (مدافع) (۳۲)
۶- کریم باقری (کاپیتان اول) (هافبک) (۳۳)
۷- محمد پروین (هافبک) (۱۸)
۸- حسین بادامکی (هافبک) (۲۵)
۹- حسین کعبی (هافبک) - (مدافع) (۲۰)
۱۰- علیرضا واحدی نیکبخت (هافبک) - (مهاجم) (۲۶)
۱۱- مهرزاد معدنچی (هافبک) - (مدافع) (۲۴)
۱۲- فراز فاطمی (مهاجم) - (۲۹)
۱۳- شیث رضایی (کاپیتان پنجم) - (مدافع) (۲۲)
۱۴- احسان خرسندی (کاپیتان هفتم) - (مهاجم) (۲۰)
۱۵- محمدرضا مامانی (کاپیتان ششم) - (هافبک) (۲۲)
۱۷- فرزاد آشوبی (هافبک) (۲۷)
۱۸- پژمان نوری (کاپیتان هشتم) - (هافبک) - (مدافع) (۲۷)
۱۹- لؤی صلاح حسن (مهاجم) (۲۵)
۲۰- داوود سیدعباسی (هافبک) - (مدافع) (۲۷)
۲۱- ابراهیم اسدی (کاپیتان سوم) - (هافبک) (۲۷)
۲۲- علیرضا حقیقی (دروازه‌بان) (۱۸)
۲۳- زیاد شعبو (مهاجم) (۲۸)
۲۴- داریوش رضاییان (مهاجم) (۲۳)
۲۵- ژاک الونگ‌الونگ (مدافع) - (هافبک) (۲۱)
۲۶ - نیما قویدل (مهاجم) (۲۱)
۲۸- امیرحسین فشنگچی (هافبک) (۲۸)
۲۹- مصطفی مهدوی‌کیا (هافبک) (۲۱)
۳۰- فرشید کریمی (کاپیتان دوم) - (دروازه‌بان) (۲۷)
۳۱- مهدی واعظی (دروازه‌بان) (۲۹)
۳۲- احمد آهی (مدافع) (۲۱)
۳۳- مهرداد اولادی (کاپیتان چهارم) - (مهاجم) (۲۰)
۳۴- هادی نوروزی (مهاجم) (۲۱)

## رقابت‌ها

### جدول لیگ
| رتبه | تیم           | بازی | برد | مساوی | باخت | گل زده | گل خورده | گل تفاضل | امتیاز | صعود یا سقوط                                |
| ---- | ------------- | ---- | --- | ----- | ---- | ------ | -------- | -------- | ------ | ------------------------------------------- |
| ۱    | سایپا         | ۳۰   | ۱۵  | ۱۱    | ۴    | ۴۵     | ۳۱       | ۱۴+      | ۵۶     | صعود به مرحله گروهی لیگ قهرمانان آسیا ۲۰۰۸  |
| ۲    | استقلال اهواز | ۳۰   | ۱۶  | ۶     | ۸    | ۳۳     | ۲۸       | ۵+       | ۵۴     |                                             |
| ۳    | پرسپولیس      | ۳۰   | ۱۴  | ۱۱    | ۵    | ۴۹     | ۳۳       | ۱۶+      | ۵۳     |                                             |
| ۴    | استقلال       | ۳۰   | ۱۴  | ۱۰    | ۶    | ۳۹     | ۳۰       | ۹+       | ۵۲     |                                             |
| ۵    | سپاهان        | ۳۰   | ۱۴  | ۷     | ۹    | ۴۱     | ۲۸       | ۱۳+      | ۴۹     | صعود به مرحله گروهی لیگ قهرمانان آسیا ۲۰۰۸۱ |
| ۶    | ابومسلم       | ۳۰   | ۱۱  | ۱۰    | ۹    | ۴۰     | ۳۶       | ۴+       | ۴۳     |                                             |
| ۷    | پیکان         | ۳۰   | ۱۱  | ۸     | ۱۱   | ۳۷     | ۴۲       | ۵−       | ۴۱     |                                             |
| ۸    | ذوب‌آهن        | ۳۰   | ۱۰  | ۹     | ۱۱   | ۳۹     | ۴۲       | ۳−       | ۳۹     |                                             |
| ۹    | مس            | ۳۰   | ۸   | ۱۲    | ۱۰   | ۳۵     | ۳۹       | ۴−       | ۳۶     |                                             |
| ۱۰   | فجر سپاسی     | ۳۰   | ۷   | ۱۳    | ۱۰   | ۲۹     | ۳۲       | ۳−       | ۳۴     |                                             |
| ۱۱   | پاس           | ۳۰   | ۷   | ۱۳    | ۱۰   | ۳۶     | ۳۶       | ۰        | ۳۴     | کسر ۱ امتیاز۲                               |
| ۱۲   | برق شیراز     | ۳۰   | ۸   | ۹     | ۱۳   | ۳۵     | ۴۵       | ۱۰−      | ۳۳     |                                             |
| ۱۳   | صبا           | ۳۰   | ۷   | ۱۱    | ۱۲   | ۲۸     | ۳۱       | ۳−       | ۳۲     |                                             |
| ۱۴   | ملوان         | ۳۰   | ۷   | ۱۱    | ۱۲   | ۲۱     | ۳۰       | ۹−       | ۳۲     |                                             |
| ۱۵   | فولاد         | ۳۰   | ۵   | ۱۳    | ۱۲   | ۲۴     | ۳۳       | ۹−       | ۲۸     | پلی آف سقوط به لیگ آزادگان ۸۷–۱۳۸۶          |
| ۱۶   | راه‌آهن        | ۳۰   | ۲   | ۱۴    | ۱۴   | ۳۰     | ۴۵       | ۱۵−      | ۲۰     | پلی آف سقوط به لیگ آزادگان ۸۷–۱۳۸۶          |

### دست‌آوردها در خانه و بیرون
| مجموع | مجموع  | مجموع | مجموع | مجموع | مجموع | مجموع | مجموع | خانه | خانه | خانه | خانه | خانه | خانه | مهمان | مهمان | مهمان | مهمان | مهمان | مهمان |
| بازی  | امتیاز | پ     | ت     | ش     | گ‌ز    | گ‌خ    | ت‌گ    | پ    | ت    | ش    | گ‌ز   | گ‌خ   | ت‌گ   | پ     | ت     | ش     | گ‌ز    | گ‌خ    | ت‌گ    |
| ----- | ------ | ----- | ----- | ----- | ----- | ----- | ----- | ---- | ---- | ---- | ---- | ---- | ---- | ----- | ----- | ----- | ----- | ----- | ----- |
| ۳۰    | ۵۳     | ۱۴    | ۱۱    | ۵     | ۴۹    | ۳۳    | ۱۶+   | ۹    | ۳    | ۳    | ۳۲   | ۲۰   | ۱۲+  | ۵     | ۸     | ۲     | ۱۷    | ۱۳    | ۴+    |

|                    | بازی | برد | مساوی | باخت | امتیاز | زده | خورده | تفاضل |
| ------------------ | ---- | --- | ----- | ---- | ------ | --- | ----- | ----- |
| بازی در آزادی      | ۲۱   | ۱۲  | ۶     | ۳    | ۴۲     | ۴۱  | ۲۵    | ۱۶+   |
| بازی خارج از آزادی | ۹    | ۲   | ۵     | ۲    | ۱۱     | ۸   | ۸     | ۰     |

### روند هفته به هفته
آخرین بروزرسانی: ۶ خرداد ۱۳۸۶.
منبع: Ipl (به انگلیسی)

زمین: م = مهمان، خ = خانه. نتیجه: ت = تساوی، ش = شکست، پ = پیروزی.

### بازی‌ها
نتایج کامل لیگ برتر
|  | برد |  | مساوی |  | باخت |

آخرین بروز رسانی ۲۸ اردیبهشت ۱۳۸۷

## آمار

### آمار بازیکنان در لیگ برتر
| ۱۰ گل - مهرزاد معدنچی ۸ گل - علیرضا واحدی نیکبخت ۵ گل - حسین بادامکی ۴ گل - احسان خرسندی ۳ گل - فراز فاطمی - حسین کعبی - مهرداد اولادی ۲ گل - پژمان نوری - ابوالفضل حاجی‌زاده - کریم باقری - فرزاد آشوبی - زیاد شعبو ۱ گل - شیث رضایی - لؤی صلاح حسن | ۸ پاس گل - علیرضا واحدی نیکبخت ۵ پاس گل - مهرزاد معدنچی - روبرت ساها ۳ پاس گل - حسین بادامکی ۲ پاس گل - پژمان نوری - فرزاد آشوبی - شیث رضایی - ابراهیم اسدی ۱ پاس گل - احسان خرسندی - مهرداد اولادی - مسعود زارعی - محمد پروین |

#### کارت
| بازیکن              |   |   |   |
| ------------------- | - | - | - |
| علیرضا واحدی نیکبخت | ۹ | ۰ | ۱ |
| ژاک الونگ‌الونگ      | ۵ | ۰ | ۱ |
| روبرت ساها          | ۶ | ۰ | ۰ |
| پژمان نوری          | ۳ | ۲ | ۰ |
| فرزاد آشوبی         | ۵ | ۰ | ۰ |
| مهرزاد معدنچی       | ۵ | ۰ | ۰ |
| شیث رضایی           | ۴ | ۰ | ۱ |
| حسین بادامکی        | ۴ | ۰ | ۰ |
| ابوالفضل حاجی‌زاده   | ۴ | ۰ | ۰ |
| ابراهیم اسدی        | ۳ | ۰ | ۰ |
| احسان خرسندی        | ۳ | ۰ | ۰ |
| محمدرضا مامانی      | ۳ | ۰ | ۰ |
| داوود سیدعباسی      | ۳ | ۰ | ۰ |
| مسعود زارعی         | ۳ | ۰ | ۰ |
| کریم باقری          | ۲ | ۰ | ۰ |
| حسین کعبی           | ۲ | ۰ | ۰ |
| مهرداد اولادی       | ۲ | ۰ | ۰ |
| فرشید کریمی         | ۰ | ۰ | ۱ |
| محمد پروین          | ۱ | ۰ | ۰ |
| لؤی صلاح حسن        | ۱ | ۰ | ۰ |
| طارق جبان           | ۱ | ۰ | ۰ |
| زیاد شعبو           | ۱ | ۰ | ۰ |

#### بیشترین بازی
۲۷ بازی
- پژمان نوری

۲۲ بازی
- شیث رضایی
- ابوالفضل حاجی‌زاده

### آمار بازیکنان در جام حذفی
| ۳ گل - احسان خرسندی ۲ گل - علیرضا واحدی نیکبخت ۱ گل - فرزاد آشوبی - مهرزاد معدنچی - زیاد شعبو - لؤی صلاح حسن | ۱ پاس گل - مهرزاد معدنچی - حسین بادامکی - شیث رضایی - فرزاد آشوبی |

#### کارت
| بازیکن              |   |   |   |
| ------------------- | - | - | - |
| علیرضا واحدی نیکبخت | ۲ | ۰ | ۰ |
| داوود سیدعباسی      | ۱ | ۰ | ۰ |
| پژمان نوری          | ۱ | ۰ | ۰ |
| ابوالفضل حاجی‌زاده   | ۱ | ۰ | ۰ |

## لباس
تامین کننده: حساری
حامی مالی: ایکات، ایرانسل

| لباس اول | لباس دوم | لباس سوم |

منبع: Persepolis FC' current kit (به انگلیسی)